# The One (chanson de Tamar Braxton)
Pour les articles homonymes, voir The One.
Singles de Tamar Braxton
Love and War
(2012) All the Way Home
(2013)
The One est une chanson de la chanteuse Tamar Braxton, sortie le 7 mai 2013. La chanson est le 2e single extrait de l'album Love and War. Elle est écrite par Tamar Braxton, LaShawn Daniels, Christian Ward, Shaunice Lasha Jones, James Mtume, Sean Combs, Jean-Claude Oliver, Christopher Wallace, Kevin Erondu et composée par K.E. On the Track.

## Composition
The One est un titre R&B, aux influences funk, qui parle de nostalgie, sur un air festif. 

## Performance commerciale
Le titre arrive à la 34e place du Billboard Hot R & B / Hip-Hop Songs et au 2e rang du Billboard Adult R&B Song et 10e au Billboard Hot R&B Songs.

## Vidéoclip
La vidéo musicale qui accompagne la chanson est réalisée par Gill Green. Il y montre Tamar et son petit ami en train de s’amuser dans une fête foraine. Tamar Braxton The One vidéo officielle sur Youtube.com.

## Pistes et formats
Téléchargement digital
1. The One - 2:53

Cd single
1. The One - 2:53
2. Love And War (version album) - 4:01

## Classement hebdomadaire
| Liste (2013)                    | Classement |
| ------------------------------- | ---------- |
| Billboard Hot R&B/Hip-Hop Songs | 34         |
| Billboard R&B Songs             | 10         |